# Jana Musilová (fyzička)
Jana Musilová (* 2. července 1948 Brno) je vysokoškolská pedagožka, profesorka teoretické fyziky a matematické fyziky na Přírodovědecké fakultě Masarykovy univerzity v Brně. Zabývá se například difrakcí pomalých elektronů, nebo diferenciální geometrií.
V letech 2004–2011 na škole navíc působila jako prorektorka pro vědu a výzkum.